# Aglaodiaptomus
Aglaodiaptomus là một chi động vật giáp xác thuộc họ Diaptomidae. Chúng thường có màu đỏ tươi hoặc xanh do carotenoid pigments.
Có hai loài được xếp vào nhóm dễ thương tổn trong sách đỏ IUCN (đánh dấu VU), cả hai đều đặc hữu Hoa Kỳ. A. kingsburyae was được mô tả from "a roadside ditch in Oklahoma and a pool and a pond in Texas", while A. marshianus was described from Lake Jackson, Florida.

## Các loài
Chi Aglaodiaptomus có 15 loài.
- Aglaodiaptomus atomicus DeBiase & Taylor, 1997
- Aglaodiaptomus clavipes (Schacht, 1897)
- Aglaodiaptomus clavipoides M. S. Wilson, 1955
- Aglaodiaptomus conipedatus (Marsh, 1907)
- Aglaodiaptomus dilobatus M. S. Wilson, 1958
- Aglaodiaptomus forbesi Light, 1938
- Aglaodiaptomus kingsburyae A. Robertson, 1975 [4]
- Aglaodiaptomus leptopus (S. A. Forbes, 1882)
- Aglaodiaptomus lintoni (S. A. Forbes, 1893)
- Aglaodiaptomus marshianus M. S. Wilson, 1953 [5]
- Aglaodiaptomus pseudosanguineus (Turner, 1921)
- Aglaodiaptomus saskatchewanensis M. S. Wilson, 1958
- Aglaodiaptomus savagei DeBiase & Taylor, 2000
- Aglaodiaptomus spatulocrenatus (Pearse, 1906)
- Aglaodiaptomus stagnalis (S. A. Forbes, 1882)